# Kevin Diks
Kevin Diks Bakarbessy (Apeldoorn, 6 de octubre de 1996) es un futbolista profesional neerlandés, nacionalizado indonesio, que juega en la demarcación de defensa en el Borussia Mönchengladbach de la 1. Bundesliga. Es internacional con la selección de fútbol de Indonesia.

## Trayectoria

### Vitesse

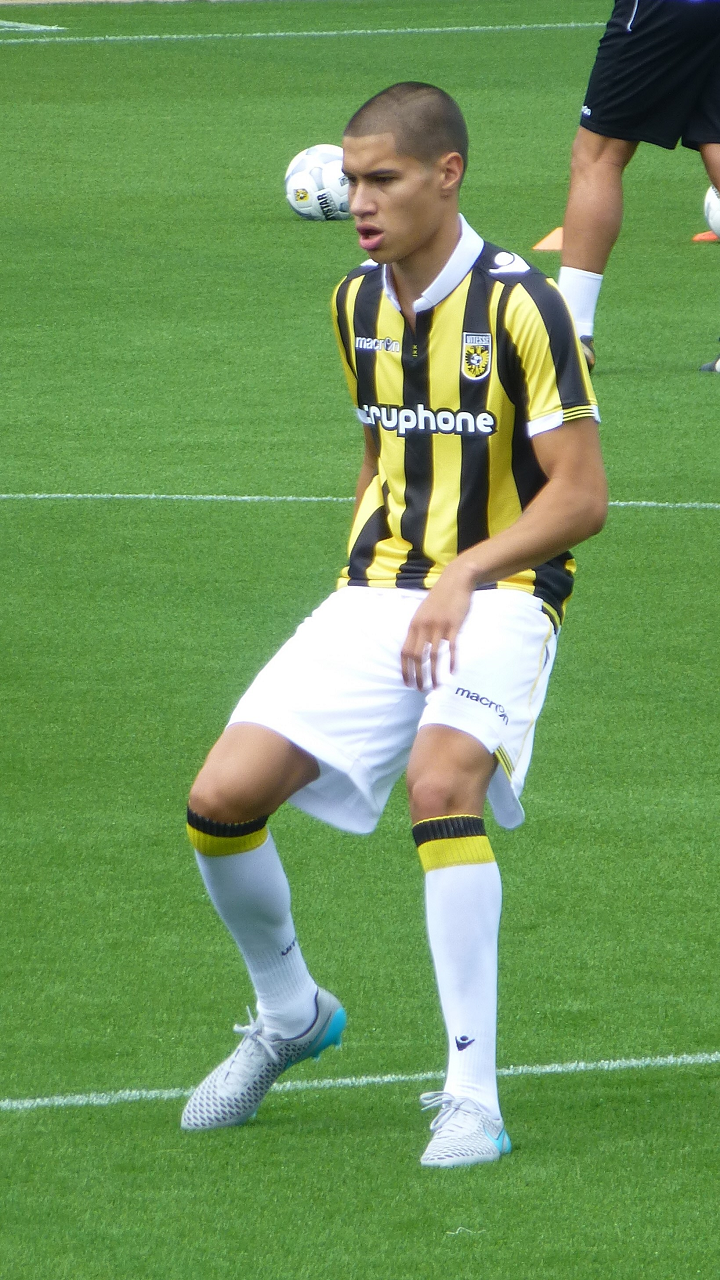
Diks jugando con elVitesse en 2015

Nacido en Apeldoorn, se incorporó a las categorías inferiores del Vitesse en 2005, con nueve años, tras jugar en el VIOS Vaassen y en el AGOVV Apeldoorn de su ciudad natal. A mediados de 2014 fue convocado con el equipo principal para la pretemporada, apareciendo también en una derrota por 1-3 contra el Chelsea. El 24 de agosto, tras aprovechar la lesión del titular Wallace Oliveira, debutó con el primer equipo -y en la Eredivisie-, siendo titular en la derrota a domicilio por 1-2 ante el PEC Zwolle. El 8 de enero del año siguiente, tras formar ya parte permanente de la plantilla principal, renovó su vínculo hasta 2018.

### Florentina
El 6 de julio de 2016 firmó un contrato de cinco años con la ACF Fiorentina, tras impresionar en el Vitesse. Más tarde pidió el dorsal 34 en homenaje a Abdelhak Nouri, que sufrió un daño cerebral que puso fin a su carrera.
El 23 de octubre de 2016, tres meses después de fichar por el conjunto italiano, hizo por fin su debut en una victoria a domicilio por 5-3 contra el Cagliari Calcio, sustituyendo a Cristian Tello en el minuto 88.

#### Préstamos
El 31 de enero de 2017 regresó al Vitesse en calidad de cedido para lo que restaba de la campaña 2016-17, tras no haber logrado despuntar durante su estancia en Italia. El 11 de febrero volvió a jugar con el Vitesse en la derrota por 2-0 en casa contra el Willem II, jugando los 90 minutos. El 5 de abril fue expulsado por doble amonestación durante la victoria a domicilio por 1-0 contra el Heracles Almelo.
Salió desde el banquillo cuando el equipo ganó la final de la Copa de los Países Bajos por 2-0 contra el AZ Alkmaar el 30 de abril para ayudar al club, tres veces subcampeón, a conquistar el título por primera vez en sus 125 años de historia.
El 4 de julio de 2017 se incorporó al Feyenoord en calidad de cedido por una temporada. El 22 de abril de 2018 jugó en la victoria del Feyenoord en la final de la Copa de los Países Bajos por 3-0 contra el AZ Alkmaar.
El 31 de enero de 2019 fichó por el Empoli de la Serie A en calidad de cedido hasta el 30 de junio de 2019.
El día del plazo de traspasos, el 2 de septiembre de 2019, fue cedido al club de la Superliga de Dinamarca AGF para la temporada 2019-20. El 31 de agosto de 2020, el préstamo se renovó para la temporada 2020-21.

### Copenhague

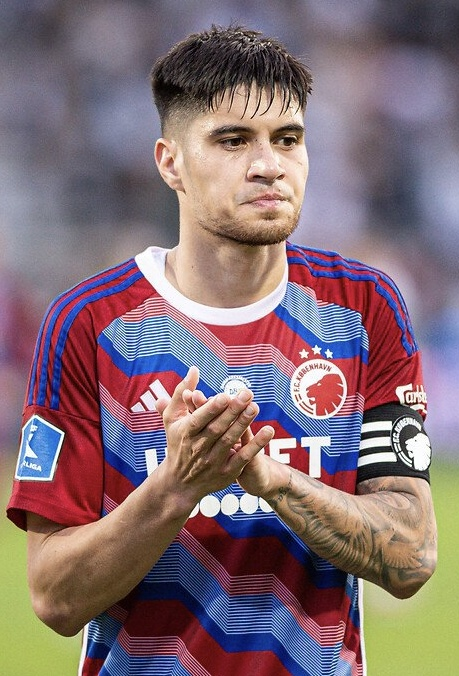
Diks jugando con el F. C. Copenhague en 2021

El 5 de julio de 2021 regresó a Dinamarca y firmó un contrato de cuatro años con el F. C. Copenhague.
Ganó el campeonato danés con el club, y también alcanzó los octavos de final de la nueva Liga Conferencia de la UEFA, donde fueron eliminados por el PSV Eindhoven. En 2023 ganó con el equipo el doblete de campeón defendido y la Copa de Dinamarca. Así, el club alcanzó la fase de grupos en la temporada de la Liga de Campeones, donde se enfrentó al Borussia Dortmund, al Sevilla F. C. y al Manchester City, y este último también ganó la competición más adelante en el torneo.
En la temporada siguiente, el club logró alcanzar los octavos de final de la Liga de Campeones tras quedar segundo en un grupo con el Bayern de Múnich, el Galatasaray de Estambul y el Manchester United -incluyendo un punto en el Allianz Arena en Múnich y una victoria por 4-3 en casa contra el Manchester United-, y volvió a ser eliminado allí por los citizens. En su tercer año en el Copenhague, fue parte integrante de la defensa, jugando como lateral izquierdo o como central. Sin embargo, la defensa del título no tuvo éxito ni en la liga ni en la Copa de Dinamarca.

### Borussia Monchengladbach
El 1 de julio de 2025 se unió con un contrato de cinco años al Borussia Mönchengladbach, de la Bundesliga de Alemania.

## Selección nacional

### Países Bajos
El 9 de octubre de 2014 debutó con Pases Bajos sub-19 en una victoria por 7-0 contra Andorra sub-19, jugando la primera parte antes de ser sustituido por Leeroy Owusu. Diks disputó tres partidos más antes de recibir una convocatoria para la selección sub-20. También ha representado a la selección sub-21. En 2018 fue convocado por la selección absoluta de Países Bajos para una concentración, pero no jugó ningún partido con la absoluta.

### Indonesia
En octubre de 2024 confirmó que había decidido representar a Indonesia a nivel internacional. El 3 de noviembre de 2024, fue convocado para los partidos de clasificación para la Copa Mundial de la FIFA 2026 contra Japón y Arabia Saudí. El 15 de noviembre de 2024, debutó en un partido de clasificación para la Copa Mundial de la FIFA 2026 contra Japón, pero salió como suplente a los 41 minutos debido a una lesión, ya que este último derrotó a Indonesia por 4-0.

## Vida personal
Diks nació en Apeldoorn y tiene un hermano, Jamarro, que también fue futbolista. Diks es descendiente de indonesios por vía materna.
El 8 de noviembre de 2024 obtuvo oficialmente la nacionalidad indonesia.

## Clubes
Actualizado al último partido disputado en el 9 mayo de 2025.
| Club                     | País         | Año       | Partidos | Goles |
| ------------------------ | ------------ | --------- | -------- | ----- |
| SBV Vitesse              | Países Bajos | 2014-2016 | 56       | 2     |
| ACF Fiorentina           | Italia       | 2016-2022 | 2        | 0     |
| SBV Vitesse (Cedido)     | Países Bajos | 2017      | 11       | 0     |
| Feyenoord (Cedido)       | Países Bajos | 2017-2018 | 31       | 0     |
| Empoli F. C. (Cedido)    | Italia       | 2019      | 0        | 0     |
| Aarhus GF (Cedido)       | Dinamarca    | 2019-2021 | 48       | 9     |
| F. C. Copenhague         | Dinamarca    | 2021-2025 | 168      | 22    |
| Borussia Mönchengladbach | Alemania     | 2025-act. | 0        | 0     |

## Palmarés

### Títulos nacionales
| Título                        | Club             | País         | Año     |
| ----------------------------- | ---------------- | ------------ | ------- |
| Copa de los Países Bajos      | SBV Vitesse      | Países Bajos | 2016-17 |
| Supercopa de los Países Bajos | Feyenoord        | Países Bajos | 2017    |
| Copa de los Países Bajos      | Feyenoord        | Países Bajos | 2017-18 |
| Superliga de Dinamarca        | F. C. Copenhague | Dinamarca    | 2021-22 |
| Superliga de Dinamarca        | F. C. Copenhague | Dinamarca    | 2022-23 |
| Copa de Dinamarca             | F. C. Copenhague | Dinamarca    | 2022-23 |
| Superliga de Dinamarca        | F. C. Copenhague | Dinamarca    | 2024-25 |
| Copa de Dinamarca             | F. C. Copenhague | Dinamarca    | 2024-25 |